# Pseudaeolesthes
Genre
Pseudaeolesthes est un genre de coléoptères de la famille des Cerambycidae.

## Liste des espèces
Selon BioLib (28 mars 2024) :
- Pseudaeolesthes aureopilosa  (Gressitt & Rondon, 1970)
- Pseudaeolesthes chrysothrix  (Bates, 1873)
- Pseudaeolesthes malayana  (Hayashi, 1979)
- Pseudaeolesthes multistriata  (Hayashi, 1979)
- Pseudaeolesthes mutabiliaurea  Chiang, 1951
- Pseudaeolesthes psednothrix  (Gressitt & Rondon, 1970)
- Pseudaeolesthes rufimembris  (Pic, 1923)

## Classification
Le nom valide complet (avec auteur) de ce taxon est Pseudaeolesthes Plavilstshikov, 1931,.